# Olav Kooij
Olav Kooij (Numansdorp, 17 oktober 2001) is een Nederlands wielrenner en langebaanschaatser die sinds 18 februari 2021 rijdt voor Team
Jumbo-Visma. Zijn kwaliteit ligt vooral in de sprint.

## Wielrennen

### Carrière
Als eerstejaars junior, in 2018, werd Kooij onder meer elfde in de Omloop van Borsele. Diezelfde maand won hij twee etappes en zowel het eind-, punten- als jongerenklassement in de Coupe du Président de la Ville de Grudziądz. Op het nationale kampioenschap in Philippine, dat gewonnen werd door Max Kroonen, werd hij zevende. In mei 2019 won Kooij een etappe in de Internationale Junioren Driedaagse. Een maand later eindigde hij als vierde in het door Axel van der Tuuk gewonnen nationale kampioenschap. In de Ronde van de DMZ, een Zuid-Koreaanse etappekoers voor junioren, won Kooij drie etappes en werd hij elfde in het eindklassement.
In juni 2019 werd bekend dat Kooij vanaf 2020 deel zou uitmaken van het Jumbo-Visma Development Team, de opleidingsploeg van Team Jumbo-Visma. Zijn debuut voor de ploeg maakte hij in februari in de Ster van Zwolle, waar enkel David Dekker eerder over de finish kwam. Een week later sprintte Kooij naar de overwinning in zowel de Trofej Umag als de Trofej Poreč. In zijn eerste wedstrijd na de corona-onderbreking, de Grote Prijs van Kranj versloeg hij Filippo Fortin en Paweł Franczak in de massasprint en behaalde hij zo zijn derde overwinning van het seizoen. Met de hoofdmacht van Team Jumbo-Visma nam Kooij in augustus deel aan de Ronde van Tsjechië, waar hij in de tweede etappe naar een vierde plek sprintte. Op het door Stijn Daemen gewonnen nationale kampioenschap op de weg voor beloften werd Kooij zevende. Zes dagen later werd hij vierde in de wegwedstrijd op het Europese kampioenschap. Diezelfde dag was bekend geworden dat hij, per 1 juli 2021, de overstap zou maken naar de profploeg van Team Jumbo-Visma, na eerst nog een half jaar voor de opleidingsploeg te rijden. In september won Kooij de openingsrit in de Internationale Wielerweek. De leiderstrui die hij daaraan overhield raakte hij later die dag, na een ploegentijdrit, kwijt aan Mikkel Frølich Honoré. In de Orlen Nations Grand Prix, een Poolse beloftenwedstrijd, won Kooij samen met een Nederlandse selectie de openingsploegentijdrit. Een dag later won Kooij de massasprint en nam zo de leiderstrui over van Daan Hoole. Op de erelijst volgde hij Nicolas Prodhomme op als eindwinnaar.

### Overwinningen
2018
1e etappe deel B en 4e etappe Coupe du Président de la Ville de Grudziądz
Eind- punten- en jongerenklassement Coupe du Président de la Ville de Grudziądz
2019
3e etappe Internationale Junioren Driedaagse
1e, 3e en 5e etappe Ronde van de DMZ
2020
Trofej Umag
Trofej Poreč
Grote Prijs van Kranj
1e etappe deel A Internationale Wielerweek
1e (ploegentijdrit) en 2e etappe Orlen Nations Grand Prix
Eindklassement Orlen Nations Grand Prix
2021
2e en 4e etappe CRO Race
Puntenklassement CRO Race
2022
2e en 4e etappe Ronde van Sarthe
Eind- en jongerenklassement Ronde van Sarthe
1e etappe Ronde van Hongarije
1e, 2e en 5e etappe Ster ZLM Tour
Eind-, punten- en jongerenklassement Ster ZLM Tour
1e etappe Ronde van Polen
1e en 3e etappe Ronde van Denemarken
Münsterland Giro
2023
3e (ploegentijdrit) en 5e etappe Parijs-Nice
1e en 4e etappe Vierdaagse van Duinkerke
Puntenklassement Vierdaagse van Duinkerke
Heistse Pijl
4e etappe Ster ZLM Toer
Eind-, punten- en jongerenklassement Ster ZLM Toer
4e etappe Ronde van Polen
1e, 2e, 3e en 4e etappe Ronde van Groot-Brittannië
Puntenklassement Ronde van Groot-Brittannië
 Europees kampioenschap op de weg, elite
3e en 6e etappe Ronde van Guangxi
2024
Clásica de Almería
5e etappe Ronde van de Verenigde Arabische Emiraten
1e en 5e etappe Parijs-Nice
9e etappe Ronde van Italië
4e en 7e etappe Ronde van Polen
BEMER Cyclassics
 Europees kampioenschap op de weg, elite
2025
1e en 4e etappe Ronde van Oman
4e etappe Tirreno-Adriatico
12e en 21e etappe Ronde van Italië
1e etappe Ronde van Polen

### Resultaten in voornaamste wedstrijden
| Jaar | Ronde van Italië | Ronde van Frankrijk | Ronde van Spanje |
| ---- | ---------------- | ------------------- | ---------------- |
| 2022 |                  |                     |                  |
| 2023 |                  |                     |                  |
| 2024 | opgave (1)       |                     |                  |
| 2025 | 149e (2)         |                     |                  |

| Jaar | Milaan-San Remo | Gent-Wevelgem | Parijs-Tours |  | WK op de weg |
| ---- | --------------- | ------------- | ------------ |  | ------------ |
| 2022 |                 |               | 12e          |  |              |
| 2023 |                 | 8e            |              |  | 45e          |
| 2024 | 14e             | 6e            |              |  |              |
| 2025 | 8e              | opgave        |              |  |              |

### Resultaten in kleinere rondes
| Jaar | UAE Tour | Parijs-Nice | Tirreno-Adriatico | Ronde van Polen | Benelux Tour | Ronde van Guangxi |
| ---- | -------- | ----------- | ----------------- | --------------- | ------------ | ----------------- |
| 2021 |          |             |                   | 125e            | 49e          |                   |
| 2022 | 107e     |             | 115e              | 83e (1)         |              |                   |
| 2023 | 119e     | 105e (1)    |                   | opgave (1)      | 60e          | 63e (2)           |
| 2024 | 74e (1)  | opgave (2)  |                   | 99e             | opgave       |                   |
| 2025 | opgave   |             | 96e (1)           |                 |              |                   |

(*) tussen haakjes aantal individuele etappeoverwinningen

### Ploegen
- 2020 –  Jumbo-Visma Development Team
- 2021 –  Team Jumbo-Visma
- 2022 –  Team Jumbo-Visma
- 2023 –  Jumbo-Visma
- 2024 –  Visma-Lease a Bike
- 2025 –  Team Visma-Lease a Bike

## Schaatsen
Kooij was ook een schaatstalent en deed onder andere mee aan de Nederlandse kampioenschappen schaatsen junioren, maar sinds 2020 richt hij zich meer op het fietsen.

### Persoonlijke records
| Afstand    | Tijd    | Datum             | Baan       |
| ---------- | ------- | ----------------- | ---------- |
| 500 meter  | 38,02   | 12 januari 2019   | Heerenveen |
| 1000 meter | 1.14,06 | 12 januari 2019   | Heerenveen |
| 1500 meter | 1.53,07 | 28 oktober 2018   | Inzell     |
| 3000 meter | 4.00,31 | 29 september 2018 | Heerenveen |
| 5000 meter | 6.53,72 | 27 oktober 2018   | Inzell     |

Van Aert · Affini · Bennett · Bouwman · Dekker · van Dijke (vanaf 5 september) · Dumoulin · Eenkhoorn · Van Emden · Foss · Gesink · Groenewegen · Harper · Hofstede · Van Hooydonck · Kooij (vanaf 18 februari) · Kruijswijk · Kuss · Leemreize · Martens (t/m 30 mei) · Martin · Oomen · Pfingsten · Roglič   · Roosen · Teunissen · Tolhoek · Vingegaard · Wynants (t/m 4 april)
Affini · Benoot · Bouwman · Dekker · Dennis · Dumoulin (tot 15/8) · Eenkhoorn · Foss   · Gesink · Harper · Hessmann · Hofstede · Kooij · Kruijswijk · Kuss · Laporte · Leemreize · Oomen · Roglič   · Roosen · Teunissen · Vader · Van Aert · Van der Sande · M. van Dijke · T. van Dijke · Van Emden · Van Hooydonck · Vingegaard · Gloag (stagiair)
Affini · Benoot · Bouwman · Dennis · Foss   · Gesink · Gloag · Hessmann · Hofstede · Kelderman · Kooij · Kruijswijk · Kuss · Laporte  · Leemreize · Oomen · Roglič   · Roosen · Tratnik · Vader · Valter · Van Aert · van Baarle · Van der Sande · M. van Dijke · T. van Dijke · Van Emden · Van Hooydonck · Vingegaard
Affini · Benoot · Bouwman · Gesink · Gloag · Hagenes · Heßmann · Jorgenson · Kelderman · Kooij · Kruijswijk · Kuss · Laporte  · Lemmen · Staune-Mittet · Tratnik · Tulett · Uijtdebroeks · Vader · Valter · Van Aert · van Baarle · van Belle · Van der Sande · M. van Dijke · T. van Dijke · Vermote · Vingegaard